# Rajsk
Rajsk est un village de Pologne, situé dans la gmina de Bielsk Podlaski, dans le Powiat de Bielsk Podlaski, dans la voïvodie de Podlachie.
Selon le recensement de la commune de 1921, ont habité dans le village 341 personnes, dont 15 étaient catholiques, 322 orthodoxes, et 4 judaïques. Parallèlement, 196 habitants ont déclaré avoir la nationalité polonaise, 145 la nationalité biélorusse. Dans le village, il y avait 71 bâtiments habitables.